# Жванецкий договор
Жванецкий договор — договор между польским королём Яном II Казимиром с одной стороны и крымским ханом Исламом III Гераем и гетманом Богданом Хмельницким с другой стороны заключённый в декабре 1653 в году под городком Жванец.

## Предпосылки
После дезорганизации польского войска в ноябре-начале декабря 1653 года под городком Жванец (недалеко от Хотина на левом берегу Днестра) вызванного рядом факторов (голод, холод и как следствие низкий моральный дух), оставшиеся польские отряды оказались перед перспективой быть вырезанными отрядами Хмельницкого. Но союзники Хмельницкого — татарское войско под начальством крымского хана Ислам-Гирея III — фактически вынудили отряды Хмельницкого к заключению мира.

## Результаты договора
Польская сторона, предоставив ряд заложников из знатных семей, смогла предотвратить полное уничтожение своего войска находившегося в осаде в г. Жванец.
Татарские отряды получили от Яна II Казимира право совершать набеги на территории не только лежащие в среднем течении Днепра и на Волыни, но и гораздо севернее, где их отряды не бывали более двух веков.
Договор для Хмельницкого вновь возвращал Зборовские статьи вместо уложений Белоцерковского договора 1651 года.
Кроме прочего это выводило казацкого гетмана из подчинения наместника в непосредственное подчинение короля Польши и фактически выводила из прямого подчинения последнему Киевское, Черниговское и Брацлавское воеводства.

## Дальнейшие события
8 января 1654 года, по итогам Переяславской Рады, территории очерченные Зборовскими статьями присоединялись к Русскому государству.